# This Is Football
This is Football is een reeks voetbalspellen van Sony Computer Entertainment Europe (SCEE) gemaakt door London Studionternal. De eerste versie was voor de PlayStation uit 1999. Het laatste deel van de serie is This is football 2005 voor de PlayStation 2.
Het commentaar wordt geleverd door Hugo Walker. Het commentaar in Nederland was van Wilfred Geneé. Het spel heeft licenties voor de meeste competities, waardoor het mogelijk is om met bijna alle competitieteams ter wereld te spelen. Ook is het mogelijk met de nationale teams uit het verleden te spelen, zoals Engeland uit 1966 en het Nederlands Elftal van 1974.

## Buitenlandse benamingen
Zo heet "This is Football" in het buitenland:
- Australië: This Is Soccer
- Engeland: This is Football
- Frankrijk: Le Monde Des Bleus
- Duitsland: Fußball Live
- Noord-Amerika: World Tour Soccer
- Portugal: Isto É Futebol
- Spanje: Esto Es Futbol